# Thomas Groß (Literaturwissenschaftler, 1964)
Thomas Groß (* 1964) ist ein deutscher Literaturwissenschaftler.
Groß wurde 1994 an der Universität Heidelberg bei Gerhard Buhr in Germanistik (mit Hilfe eines Promotionsstipendiums) promoviert. Er ist seit 1998 Kulturredakteur des Mannheimer Morgen und veröffentlicht außerdem in der Zeitschrift Zeitzeichen, in der Frankfurter Allgemeinen Zeitung und in der Welt. Er ist Lehrbeauftragter am Seminar für Deutsche Philologie der Universität Mannheim und Mitglied der Jury des Mannheimer Literaturpreises.

## Veröffentlichungen (Auswahl)
- „…grade wie im Gespräch…“ Die Selbstreferentialität der Texte Heinrich von Kleists. Königshausen und Neumann, Würzburg 1995, ISBN 3-8260-1065-5
- Kummer mit Kleist. Vom Schicksal einer deutschen Werkedition. In: Evangelische Kommentare. 29, 1996
- Hamlet und der Holocaust. Der Schriftsteller Alan Isler. In: Evangelische Kommentare. 29, 1996
- Schwester Antonia und der zwiespältige Schein der Kunst. Zu Kleists Erzählung „Die heilige Cäcilie oder die Gewalt der Musik“. In: Brandenburger Kleist-Blätter. 1997
- Mehr als bloße Sonntagsreden. Der Friedenspreis des Deutschen Buchhandels lässt keine geistige Windstille zu. In: Zeitzeichen. 4, 2003
- Gepuderte Perücken. Friedrich Schiller setzte auf ästhetische Erziehung – was uns das heute noch angeht. In: Zeitzeichen. 6, 2005
- „Halt, pfui! Der freie Wille ganz offen“. Die Willensfreiheit in der Diskussion zwischen Philosophie und Naturwissenschaft. In: Zeitzeichen. 6, 2005